# تونی استریت
آنتونی آستین (تونی) استریت (انگلیسی: Anthony Austin Street زاده ۸ فوریه ۱۹۲۶ میلادی – درگذشته ۲۵ اکتبر ۲۰۲۲) یک نماینده مجلس و سیاستمدار بازنشسته اهل استرالیا بود.
او پسر جفری استریت، کابینه استرالیا و نماینده مجلس بود. پدرش در سانحه هوایی کانبرا (۱۹۴۰) کشته شد. در ۱۹۶۶ به عنوان عضو لیبرال مجلس نمایندگان استرالیا، به نمایندگی منطقه کورانگامیت در ویکتوریا، استرالیا انتخاب شد. وی پیروزی مجدد در انتخابات، در این جایگاه باقی ماند تا ۱۸ ژانویه ۱۹۸۴ که کناره گرفت. از ۱۴ سپتامبر ۱۹۷۱، در مدت وزارت مک ماهون، معاون وزیر در امور کار و خدمات ملی بود. در دوره نخست وزارت فریزر وی به وزارت کار و مهاجرت رسید.